# Lista najwyższych budynków w Toronto
Toronto jest największym miastem Kanady. Jest to także największe w tym kraju skupisko wieżowców. Stoi tu najwyższy drapacz chmur w całym kraju, First Canadian Place. Powyżej 200 metrów sięga jeszcze 5 budynków. Łącznie ponad 150-metrowych jest 16, a ponad 100-metrowych około 120 gmachów. Budynki te nie powstały jak w wielu innych miastach w jednym czasie, lecz systematycznie budowano nowe. Większość z nich reprezentuje style: międzynarodowy, bądź też postmodernistyczny. W trakcie budowy jest obecnie 8 nowych wieżowców. Wśród nich 2 przekraczają 200 metrów. Budynków w budowie mających ponad 100 metrów jest około 30. 

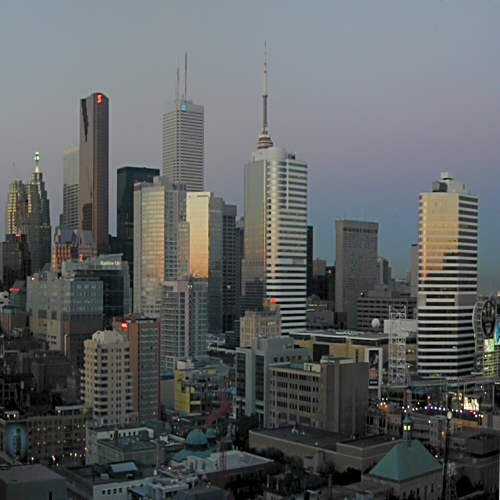
Centrum miasta

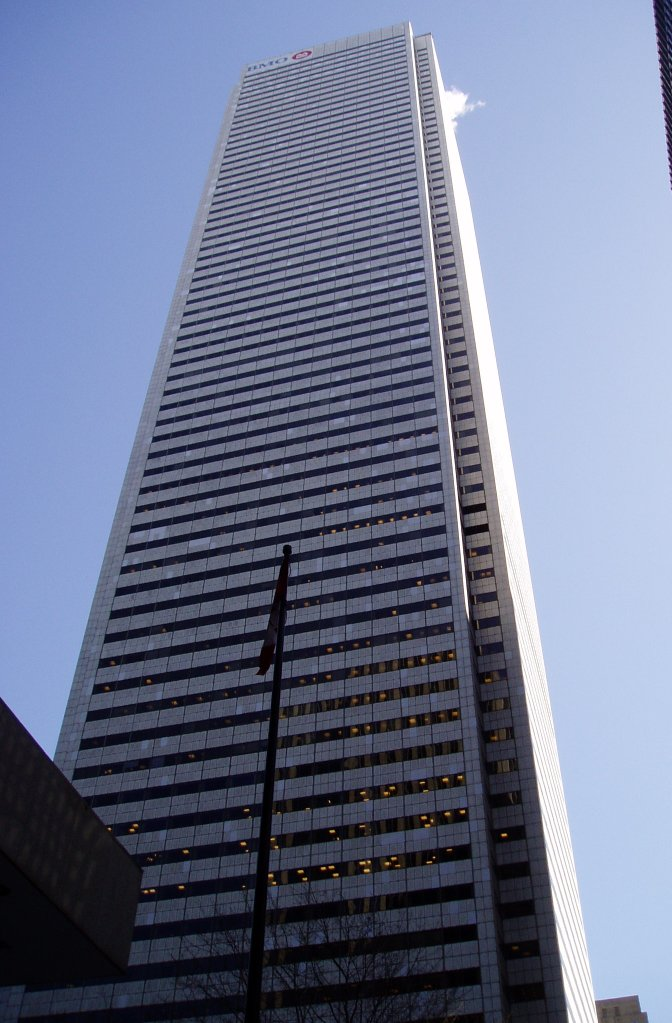
First Canadian Place

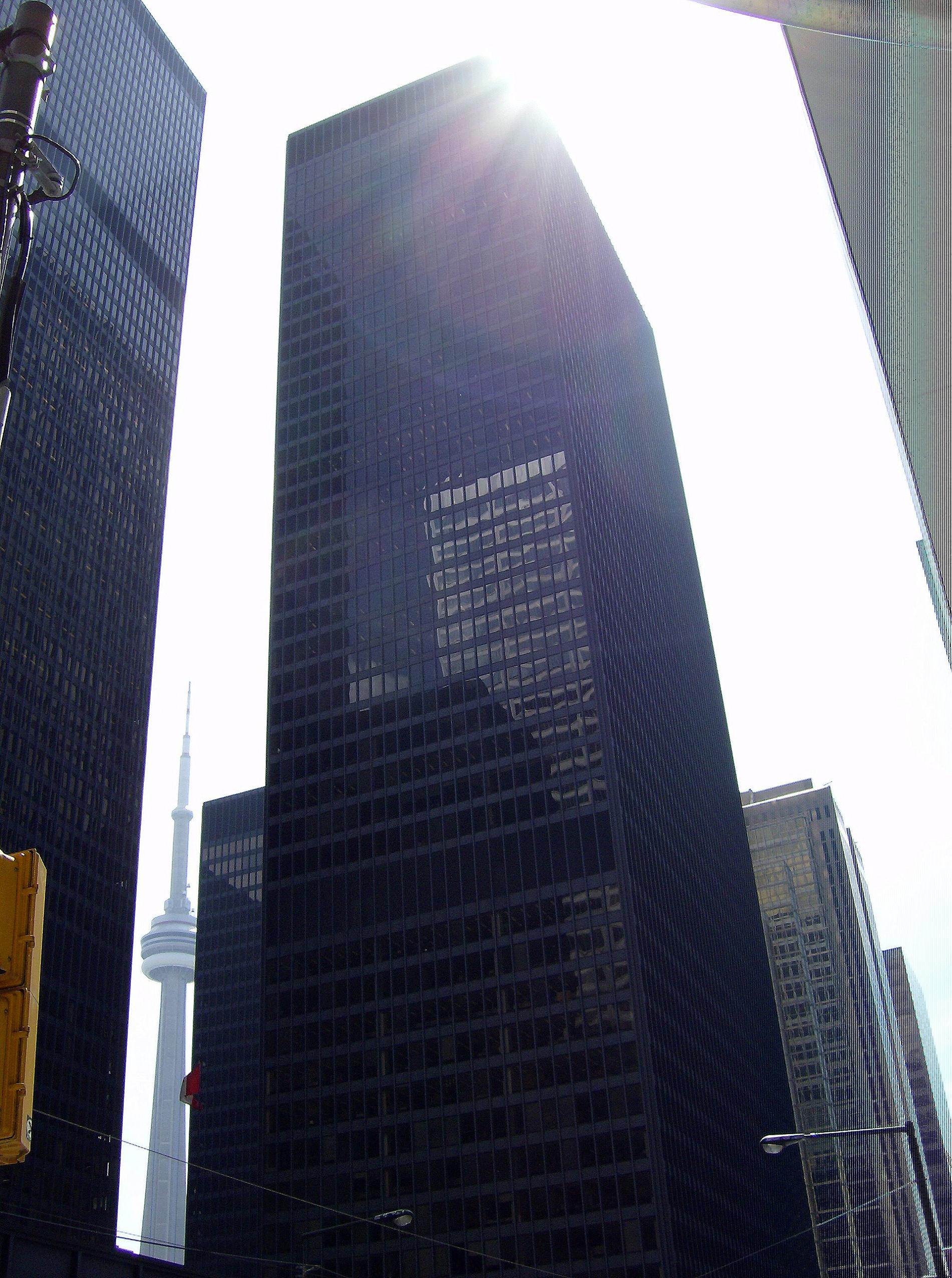
TD Centre. Od lewej: 79 Wellington Street West, Toronto Dominion Bank Tower, Royal Trust Tower

## 10 najwyższych
| Ranking | Budynek                                   | Wysokość strukturalna | Liczba pięter | Rok budowy |
| ------- | ----------------------------------------- | --------------------- | ------------- | ---------- |
| 1.      | First Canadian Place                      | 298 m                 | 72            | 1976       |
| 2.      | Trump International Hotel & Tower Toronto | 282 m                 | 57            | 2012       |
| 3.      | Scotia Plaza                              | 275 m                 | 68            | 1988       |
| 4.      | BCE Place                                 | 261 m                 | 53            | 1990       |
| 5.      | Commerce Court West                       | 239 m                 | 57            | 1972       |
| 6.      | Toronto Dominion Bank Tower               | 223 m                 | 56            | 1967       |
| 7.      | Shangri-La Toronto                        | 214 m                 | 65            | 2012       |
| 8.      | Bay Wellington Tower                      | 207 m                 | 49            | 1991       |
| 9.      | Royal Trust Tower                         | 183 m                 | 46            | 1969       |
| 10.     | Royal Bank Plaza South                    | 180 m                 | 40            | 1979       |

## Pozostałe budynki powyżej 150 metrów
| Ranking | Budynek                          | Wysokość strukturalna | Liczba pięter | Rok budowy |
| ------- | -------------------------------- | --------------------- | ------------- | ---------- |
| 11.     | 1 King West                      | 173 m                 | 51            | 2005       |
| 12.     | 44 Charles Street West           | 166 m                 | 51            | 1972       |
| 13.     | Quantum 2                        | 160 m                 | 51            | 2008       |
| 14.     | Residences of College Park North | 154 m                 | 51            | 2006       |
| 15.     | 79 Wellington Street West        | 154 m                 | 39            | 1985       |
| 16.     | Harbourview Estates 2            | 153 m                 | 49            | 2005       |
| 17.     | Exchange Tower                   |                       | 36            | 1981       |
| 18.     | The 250                          | 151 m                 | 35            | 1992       |

## Budynki w budowie powyżej 150 metrów
| Ranking | Budynek                       | Wysokość strukturalna | Liczba pięter | Rok budowy |
| ------- | ----------------------------- | --------------------- | ------------- | ---------- |
| 1.      | The Ritz-Carlton Toronto      | 213 m                 | 53            | 2009       |
| 2.      | Maple Leaf Square North Tower | 186 m                 | 54            | 2009       |
| 3.      | RBC Centre                    | 183 m                 | 42            | 2009       |
| 4.      | Maple Leaf Square South Tower | 174 m                 | 50            | 2009       |
| 5.      | Telus Tower                   |                       | 30            | 2009       |
| 6.      | The Uptown Residences         | 158 m                 | 48            | 2009       |
| 7.      | Success Tower                 | 157 m                 | 51            | 2009       |
| 8.      | Festival Tower                | 157 m                 | 42            | 2009       |

## Zaaprobowane powyżej 150 metrów
| Ranking | Budynek                              | Wysokość strukturalna | Liczba pięter | Rok budowy |
| ------- | ------------------------------------ | --------------------- | ------------- | ---------- |
| 1.      | Aura                                 | 245 m                 | 75            | 2011       |
| 2.      | 1 Bloor                              | 233 m                 | 80            | 2011       |
| 3.      | Signature Tower                      | 218 m                 | 69            | 2012       |
| 4.      | The L Tower                          | 205 m                 | 55            | 2009       |
| 5.      | Four Seasons Private Residences West | 183 m                 | 55            | 2009       |
| 6.      | Bay Adelaide East                    | 180 m                 | 43            | 2011       |
| 7.      | One City Hall Phase 2                | 174 m                 | 50            |            |
| 8.      | Bay Adelaide North                   | 162 m                 | 49            | 2013       |